# Productiedier
Een productiedier is een dier die door mensen wordt gehouden voor de productie van dierlijke producten. In het bijzonder gaat het om landbouwhuisdieren en andere dieren maar in Nederland niet om gezelschapsdieren als honden en katten.
In Nederland mogen alleen in de wet aangewezen dieren als productiedieren worden gehouden. Dat betekent dat alleen met deze aangewezen dieren mag worden gefokt of dat ze voor de productie van dierlijke producten mogen worden gehouden.
Alleen de potentiële productiedieren die geen risico vormen voor mensen (bijvoorbeeld wat betreft zoönosen en mits het houden van die diersoorten niet in hun welzijn en gezondheid worden aangetast, mogen als productiedier worden gehouden, en zijn daarom aangewezen als productiedier.
Honden en katten zijn niet opgenomen onder de noemer productiedier maar als gezelschapsdier. Commercieel fokken van honden en katten, wordt op basis van gelijke wetgeving, op een vergelijkbare manier geregeld als die voor productiedieren geldt. Ook voor paarden, pony`s en ezels die anders dan voor landbouwdoeleinden worden gehouden kunnen worden gereguleerd op basis van de wetgeving voor gezelschapsdieren.